# Pallas (Titan)
Pour les articles homonymes, voir Pallas.
Dans la mythologie grecque, Pallas (en grec ancien Πάλλας / Pállas) est un Titan, fils de Crios et d'Eurybie, frère d'Astréos et de Persès. Il est, avec Styx, le père de Niké (la Victoire), Bia (la Force), Kratos (la Puissance) et Zélos (l'Ardeur). À cette liste, Hygin rajoute le monstre Scylla comme l'une de ses filles ainsi que les lacs et fontaines tandis que d'autres sources ne citent que Séléné et Éos.
Les auteurs latins rangent plus volontiers Pallas parmi les Géants issus de la Terre seule ou de celle-ci et du Tartare selon Hygin.
Il ne semble pas avoir de rôle dans la mythologie en-dehors de son rôle de parent ou d'ancêtre d'autres divinités. 

## Sources
- Pseudo-Apollodore, Bibliothèque [détail des éditions] [lire en ligne] (I, 2, 2-4 ; I, 6, 1-2).
- Cicéron, De natura deorum [détail des éditions] [lire en ligne] (III, 23).
- Hésiode, Théogonie [détail des éditions] [lire en ligne] (v. 375 et suiv.).
- Hygin, Fables [détail des éditions] [(la) lire en ligne] (Préface).
- Hymnes homériques [détail des éditions] [lire en ligne] (IV, v.100).
- Ovide, Fastes [détail des éditions] [lire en ligne] (IV, 373).
- Pausanias, Description de la Grèce [détail des éditions] [lire en ligne] (VII, 26, 5 ; VIII, 18, 1).
- (en + grc) Souda (lire en ligne) (s.v. Παλλάς).
- Valerius Flaccus, Argonautiques [détail des éditions] [lire en ligne] (II, 72).